# Minderheitenrat
Der Minderheitenrat vertritt die Interessen der vier autochthonen (≈alteingesessen, einheimischen) nationalen Minderheiten und Volksgruppen in Deutschland (Dänen aus Südschleswig, Sorben aus der Lausitz, Friesen aus Nord- und Ost-Friesland und Roma) gegenüber der Bundesregierung und dem Bundestag. In der täglichen Arbeit wird der Minderheitenrat vom Minderheitensekretariat in Berlin unterstützt.

## Organisation und Aufgaben
Dem Rat gehören als Vertreter des Sydslesvigsk Forening, des Sydslesvigsk Vælgerforening (für die dänischen Südschleswiger), der Domowina (für die Sorben), des Friesenrats und des Seelter Bundes (für die Friesen) und des Zentralrats der Deutschen Sinta und Roma jeweils die Vorsitzenden sowie zwei weitere Mitglieder an. Es gibt mindestens zwei Beratungen des Minderheitenrates pro Jahr. Der Vorsitz des Minderheitenrates wechselt jährlich nach einem Rotationsprinzip zwischen den vier Volksgruppen.
Als zentrale Aufgabe hat der Minderheitenrat die Förderung des Informationsflusses zwischen den Minderheiten. Er tritt unter anderem für einen eigenen Artikel für die anerkannten nationalen Minderheiten im Grundgesetz ein (nach Vorbild der Landesverfassungen Schleswig-Holsteins und Brandenburgs), überwacht die eingegangenen Verpflichtungen des Bundes im Hinblick auf das europäische Rahmenübereinkommen zum Schutz nationaler Minderheiten und die Europäische Charta der Regional- oder Minderheitensprachen, wirkt bei Gesetzesinitiativen mit minderheitenpolitischem Bezug mit und unterstützt allgemein den Bestand und die Entwicklung der Sprache und Kultur der autochthonen Minderheiten in Deutschland. Dazu kümmert er sich um die Bestätigung und Sicherung finanzieller Mittel durch den Bund und betreibt aktiv Regionalpolitik.
Das Minderheitensekretariat ist Mitglied im Beirat der Antidiskriminierungsstelle des Bundes und ist als ständiger Gast in den Beratenden Ausschüssen des Innenministeriums für die dänische, friesische und sorbische Minderheit sowie für die niederdeutsche Sprachgruppe vertreten. Auf europäischer Ebene arbeiten Minderheitenrat/Minderheitensekretariat mit der Föderalistischen Union Europäischer Nationalitäten (FUEN) zusammen.

## Geschichte

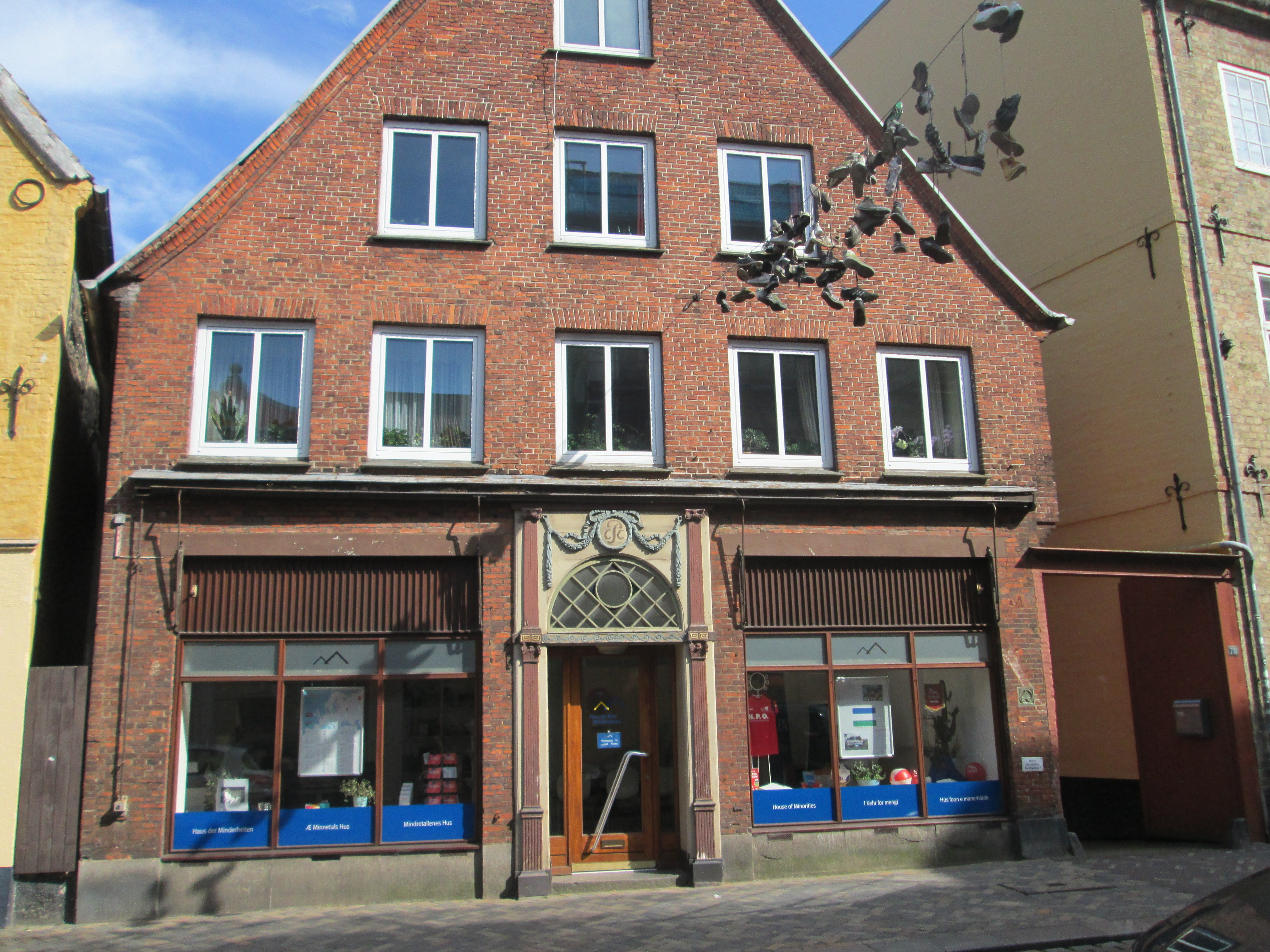
Haus der Minderheiten in Flensburg/Flensborg

Minderheitenrat und Minderheitensekretariat wurden 2005 gegründet. Sie stehen in der Tradition des Verbandes der nationalen Minderheiten in Deutschland aus der Zeit zwischen 1924 und 1939. Das Minderheitensekretariat hatte sein Büro zunächst im Haus der ehemaligen Reichsgetreidestelle am Fehrbelliner Platz in Berlin, seit Juni 2015 sitzt es im Berliner Bundeshaus, in dem sich, neben anderen Behörden und Nutzern, auch eine Außenstelle des Bundesinnenministeriums befindet.
Ein Haus der Minderheiten ist in Planung, es soll in Flensburg entstehen.